# Parc Olímpic de Utah

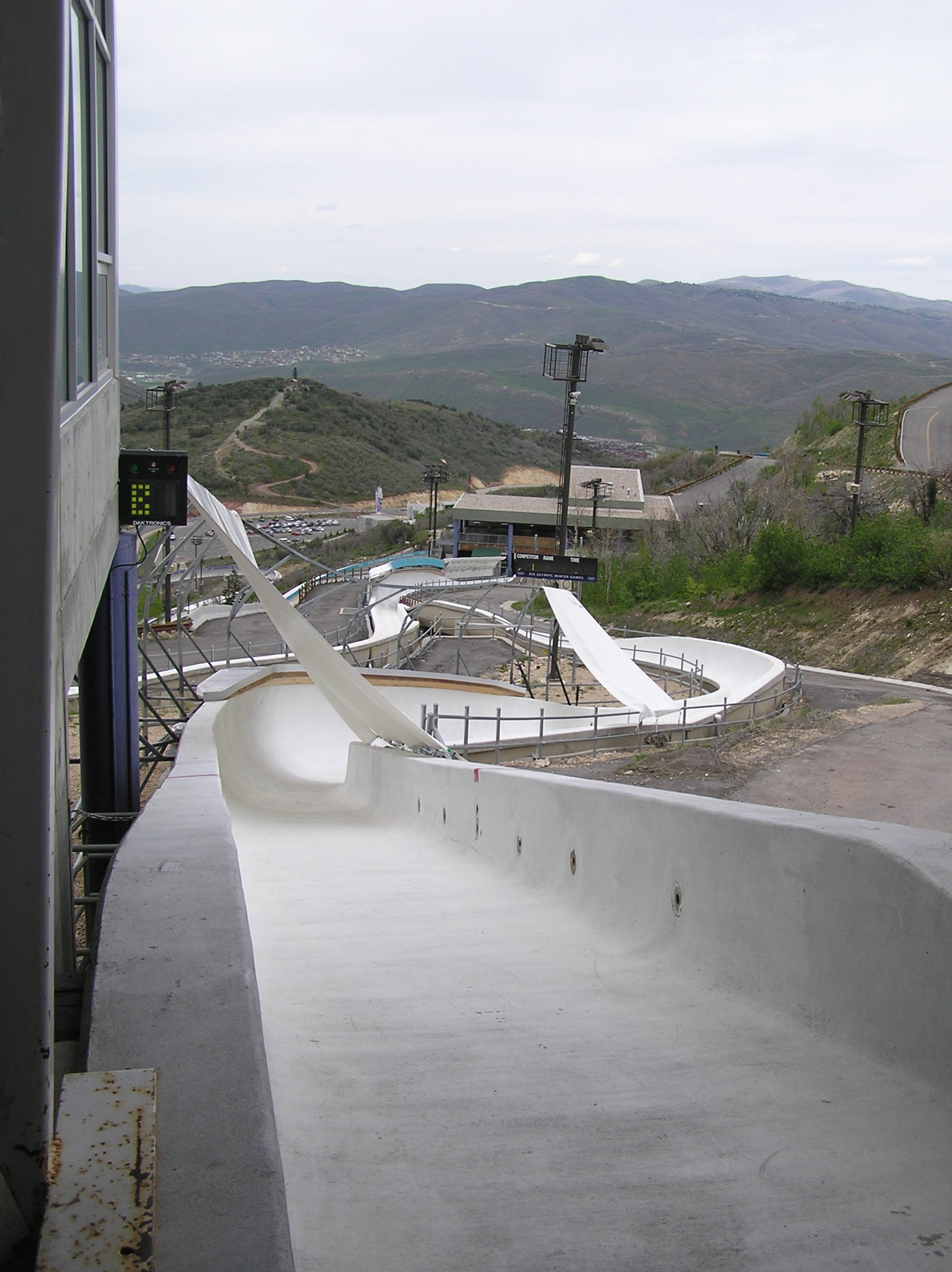
Visió parcial de la pista de bobsleigh.

El Parc Olímpic de Utah (en anglès: Utah Olympic Park) és un complex esportiu situat al nord de Park City i a l'est de la ciutat de Salt Lake City (Utah, Estats Units) destinat a la pràctica del bobsleigh, luge, skeleton i salt amb esquís.
Durant la realització dels Jocs Olímpics d'Hivern de 2002 realitzats a Salt Lake City fou seu de les competicions de bobleigh, luge, skeleton, salt amb esquís i combinada nòrdica (la prova de salt amb esquís).